# Yevgeniy Koshevoy
 (janvier 2016).
Si vous disposez d'ouvrages ou d'articles de référence ou si vous connaissez des sites web de qualité traitant du thème abordé ici, merci de compléter l'article en donnant les références utiles à sa vérifiabilité et en les liant à la section « Notes et références ».
Yevgeniy Koshevoy est un fondeur kazakh, né le 6 octobre 1984.

## Biographie
Sa carrière junior est riche de deux médailles d'argent aux championnats du monde de la catégorie sur dix kilomètres en 2003 et 2004, où il gagne un titre avec le relais. Il débute en Coupe du monde en novembre 2004.
Lors de l'Universiade d'hiver de 2005, il remporte la médaille d'or du sprint. Il participe ensuite à ses premiers Championnats du monde.
En janvier 2006, il est finaliste du sprint d'Oberstdorf, pour une sixième place, son premier top 10 qui restera comme sa meilleure performance en Coupe du monde. Il est sélectionné pour les Jeux olympiques d'hiver de 2006, où il est 14e du sprint libre, 6e du sprint par équipes et 13e du relais.
En 2007, il participe aux Championnats du monde à Sapporo, mais ses résultats sont annulés car il a été contrôlé positif lors de la compétition. Après deux ans de suspension, Il revient en Coupe du monde en 2009.
Aux Jeux olympiques d'hiver de 2010, il est 52e du sprint classique.